# President de Txèquia

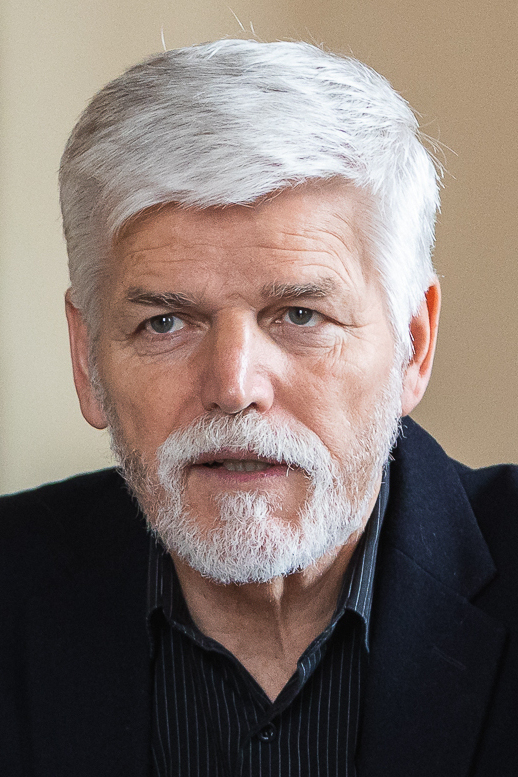
L'actual President de la República, Petr Pavel

El President de Txèquia (en txec, Český prezident) és el cap d'estat de la República Txeca.

## Presidents de la República Txeca (1993-actualitat)
| No. | Nom              | Inici               | Fi                  | Partit                               |
| --- | ---------------- | ------------------- | ------------------- | ------------------------------------ |
| -   | President vacant | 1 de gener de 1993  | 2 de febrer de 1993 | -                                    |
| 1.  | Václav Havel     | 2 de febrer de 1993 | 2 de febrer de 2003 | Independent                          |
| -   | President vacant | 2 de febrer de 2003 | 7 de març de 2003   | -                                    |
| 2.  | Václav Klaus     | 7 de març de 2003   | 7 de març de 2013   | ODS                                  |
| 3.  | Miloš Zeman      | 8 de març de 2013   | 8 de març de 2023   | Partit dels Drets Civils - Zemanovci |
| 4.  | Petr Pavel       | 9 de març de 2023   | actualitat          | Independent                          |